# Ambato (schiereiland)
Ambato is een schiereiland van Madagaskar gelegen in de regio Diana. 
Het ligt ten zuidoosten van de eilanden Nosy Be en Nosy Komba en is omgeven door de Indische Oceaan. Vlak ten noorden van het schiereiland ligt het eiland Nosy Faly.